# 長龍酒造
長龍酒造株式会社（ちょうりょうしゅぞう）は奈良県北葛城郡に本社を置く日本酒醸造元である。1963年創業。創業から今日まで、清酒「長龍」を製造している。
酒類販売・卸売を手掛ける飯田グループに属している。

## 会社概要
清酒「長龍」の発売元である。同社の製品は、1992年から10年連続してモンドセレクションで金賞を受賞、2009年には世界最大級のワインコンテスト「IWC」で金賞を受賞した。
長龍の酒は、かつて朝廷が存在し日本酒が発祥した地であるという歴史がある奈良ですべて造られ、また奈良と近接する大阪府八尾市には、瓶詰め・貯蔵庫が置かれている。
樹齢80年以上の吉野杉で作られた最高級甲付樽に肌添えさせ瓶詰めした「吉野杉の樽酒」は、瓶詰め樽酒として昭和39年に業界で初めて発売のロングラン商品。また近年は、年度毎に発売するビンテージ純米酒「ふた穂」、奈良の地産地消にこだわった「稲の国の稲の酒」などを発売し、伝統を守りつつ新たな挑戦を続ける酒蔵である。

## 酒蔵見学
伝統ある手造りによる製法と、コンピュータ制御による最新設備による自動ラインを同じの蔵にもち、酒造の過去と現在を同時に見学できる。（予約制）